# Bataille de Guandu
Pour les articles homonymes, voir Guandu.
guerres de la fin de la dynastie Han

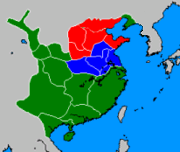
Territoires de Yuan Shao (en rouge) et de Cao Cao (en bleu) au moment de la bataille de Guandu.

La bataille de Guandu est une bataille ayant eu lieu en Chine lors de la fin de la dynastie Han. Elle vit s’affronter, en 200, Yuan Shao et Cao Cao pour une position stratégique proche du fleuve Jaune, sur la route de Xuchang.

## Situation
Cao Cao, avec 20 000 hommes, avait établi un camp à Guandu depuis le début de l’année et était assiégé par une armée de Yuan Shao forte de 110 000 hommes, dont 10 000 cavaliers, au plus fort de l'assaut, vers la fin de 200.
Yuan Shao a tour à tour vaincu ou asservi chaque seigneur pour enfin pacifier le nord-est de l'empire et par la suite tourner son attention, milieu 200, vers le sud. Cao Cao quant à lui, occupa le début de l'année à attaquer Liu Bei, contrairement à l'avis de la plupart de ses conseillers et généraux. Il est dit dans la biographie de Cao Cao écrite par Chen Shou dans ses Chroniques des Trois Royaumes que Cao déclara alors : « Liu Bei est un homme capable. Si l'opportunité de le vaincre maintenant n'est pas saisie, cette décision reviendra nous hanter. Quant à Yuan Shao, malgré son ambition et sa puissance, il est lent à réagir. » Les troupes de Cao reviennent à temps pour défendre Guandu. Entre-temps, plusieurs escarmouches ont eu lieu entre les forces des deux belligérants au cours de l'année 200. Les officiers Yan Liang et Wen Chou du côté de Yuan Shao sont morts plus tôt cette même année.

## La bataille

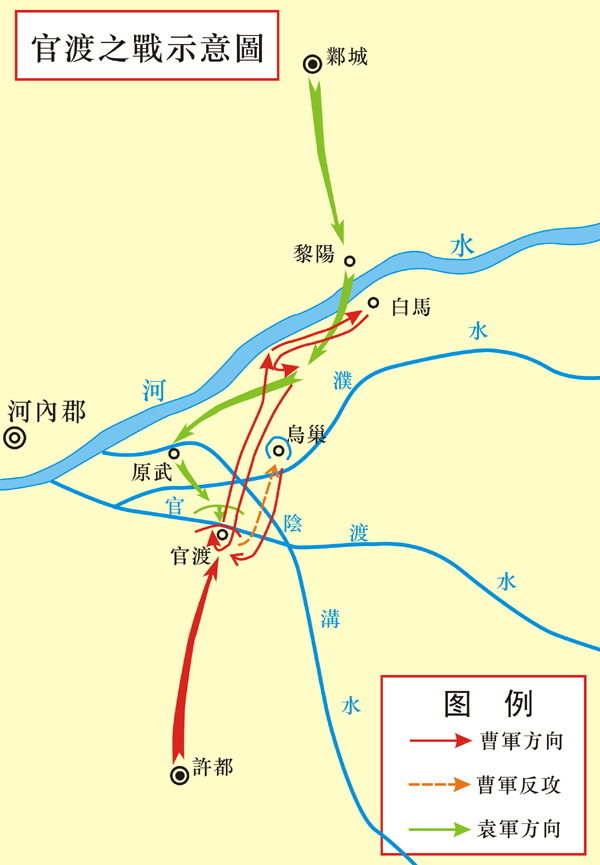
Carte en langue chinoise, montrant les mouvements des troupes de Cao Cao (en rouge) et des troupes de Yuan Shao (en vert) lors de la bataille.

D'après les Chroniques des Trois Royaumes dans la biographie de Cao Cao, Yuan Shao entreprit tout d'abord d'ériger une chaine de fortifications et de camps construits à base de sable et de terre sur une longueur de plus d'une douzaine de kilomètres. Cao Cao fit de même, de sorte qu'il n'y eut pas de vainqueur. Toujours selon Chen Shou, Cao ne disposait à ce moment que de dix mille hommes, incluant environ douze pour cent de blessés.
Yuan Shao a ensuite ordonné à ses hommes de creuser des tunnels pour se rendre aux camps de l'ennemi, tout en construisant d'autres fortifications. Cao Cao contra ce plan en copiant la tactique de son ennemi. Aucun camp ne saisit l'avantage.
Le grain commençait à manquer dans les dépôts de Cao Cao. De plus, les soldats commencent à déserter : le moral est au plus bas. Cao Cao envisage un repli. Une telle situation exigeait une action immédiate et à la suite d'un conseil judicieux de Xun Yu des troupes d’élite menées par Xu Huang et Shi Huan sont envoyées brûler les chariots de grain de Yuan Shao, afin de l’obliger à détacher une unité pour assurer son approvisionnement en nourriture.
Au cours du dixième mois, une force de dix mille hommes menée par Chunyu Qiong revient avec d’importantes réserves de grain stockées à environ vingt kilomètres du camp principal de Yuan, en un lieu appelé le « nid du corbeau » (Wuchao, 乌巢).
Le bien-fondé du choix d’une telle position sera mis en doute par l’adjudant Ju Shou, qui soutiendra qu’il y avait là trop peu d’hommes pour garder une réserve de grain aussi importante. Peu de temps après, grâce à une défection de Xu You, Cao Cao est informé de ce point faible et il saisit l’occasion : abandonnant son camp principal aux mains de Cao Hong, il mène en personne une force de 5 000 fantassins d’élite à travers un pays contrôlé par l’ennemi.
Se déplaçant rapidement et de nuit, sous la bannière ennemie afin de se faire passer pour des troupes de réserve de Yuan, Cao Cao assaille le camp d’approvisionnement de Chunyu Qiong, l’incendiant ainsi qu’une bonne partie des réserves de grain de Yuan Shao.
À ce moment d’urgence, Yuan Shao refuse d’envoyer ses principales forces pour soulager les défenseurs de Chunyu, comme son commandant Zhang He le presse de le faire. Au lieu de cela, il choisit de détacher une faible force de cavalerie légère, tandis qu’il attaque Guandu avec une force commandée par Zhang He et Gao Lan. À l’aube, Wuchao était tombée sous l’attaque acharnée ; ensuite, les soldats victorieux de Cao Cao mettent en déroute la faible force de secours.
À Guandu, Yuan Shao n’arrive pas à percer et le moral de l’armée s’effondre en apprenant la perte des réserves de nourriture. Zhang He se rend et son bataillon brûle ses armes.
Cao Cao saisit l’occasion une fois de plus et attaque au moment où l’ennemi est le plus faible. Yuan perd 70 000 hommes et la totalité de son approvisionnement, ne parvenant à s’échapper qu'avec 800 cavaliers avec lesquels il franchit le Fleuve Jaune. Ceux qui n'ont pas pu s'échapper ce jour-là ont tenté de feindre une reddition mais Cao Cao vit la supercherie et les fit tous enterrer vivants, selon le San Guo Zhi ou Chroniques des Trois Royaumes, traduit du chinois à l'anglais par Jack Yuan.

## Conséquences
La victoire est décisive. Yuan Shao n’était plus en mesure d’opposer une menace sérieuse aux ambitions de Cao Cao ; c’est un homme rejeté qui meurt l’année suivante.
Cao Cao finira par mettre la main sur tout le nord de la Chine.